# Nomenclatura IUPAC de compostos inorgânicos
Em nomenclatura química, a Nomenclatura IUPAC de compostos inorgânicos é o método sistemático de nomear componentes químicos inorgânicos, conforme recomendado pela União Internacional de Química Pura e Aplicada (IUPAC). Foi publicada em  Nomenclature of Inorganic Chemistry (também informalmente chamado de Livro Vermelho). Idealmente, cada composto inorgânico deve ter um nome a partir do qual uma fórmula química inequívoca pode ser determinada. Existe também uma nomenclatura IUPAC da química orgânica.

## Ácidos
São divididos em dois subgrupos:
- Hidrácidos (não apresentam átomos de oxigênio, formados por hidrogênio mais um elemento)
- Oxiácidos (apresentam átomos de oxigênio; formados por hidrogênio, oxigênio mais um elemento)

### Nomenclatura dos hidrácidos
Ácido + nome da espécie química ligada ao hidrogênio + ídrico
Exemplos:
- ácido clorídrico (HCl) 
- ácido bromídrico (HBr)
- ácido fluorídrico (HF)
- ácido iodídrico (HI)
- ácido sulfídrico (H2S)
- ácido cianídrico (HCN)

### Nomenclatura dos oxiácidos
Ácido + prefixo (se necessário) + elemento central + sufixo
De acordo com o elemento central (o primeiro é o hidrogênio e o terceiro é o oxigênio) temos o sufixo OSO para o menor NOx (Número de Oxidação) e ICO para o maior NOx:
- Coluna 14 ou 4A:
- ácido carbônico (H2CO3) - carbono (C) com Número de Oxidação (NOx) = +4 (único ácido inorgânico com carbono).
- Coluna 15 ou 5A:
- ácido nitroso (HNO2) - nitrogênio (N) com NOx = +3;
- ácido nítrico (HNO3) - nitrogênio (N) com NOx = +5.
- Coluna 16 ou 6A:
- ácido sulfuroso (H2SO3) - enxofre (S) com NOx = +4;
- ácido sulfúrico (H2SO4) - enxofre (S) com NOx = +6.
- Coluna 17 ou 7A:
- ácido hipocloroso (HClO) - cloro (Cl) com NOx = +1 (o prefixo HIPO é obrigatório quando temos o elemento central com carga 1);
- ácido cloroso (HClO2) - cloro (Cl) com NOx = +3;
- ácido clórico (HClO3) - cloro (Cl) com NOx = +5;
- ácido perclórico (HClO4) - cloro (Cl) com NOx do Cl = +7 (o prefixo PER é obrigatório quando temos o elemento central com carga 7, como em Permanganato de potássio).
Observações:
- seguem a mesma nomenclatura os ácidos formados pelos elementos iodo (I) e bromo (Br), pertencentes também à coluna 17 ou 7A;
- o elemento flúor (F) também pertencente à coluna 17 ou 7A não forma oxiácidos.

Exemplos de Oxiácidos:

HClO2 - Ácido cloroso (Veja que o nox do Cloro é +3, porque considerando que é um composto neutro, temos que x-4+1=0, logo x=3. Lembre-se de que quando possuímos nox +3 com elementos nas famílias 5A, 6A ou 7A usamos oso como sufixo.)

H3SbO3 - Ácido antimonioso. (Veja que o nox do do Antimônio é +3, porque considerando que é um composto neutro, temos que x+3-6=0, logo x=3. Lembre-se de que quando possuímos nox +3 com elementos nas famílias 5A, 6A ou 7A usamos oso como sufixo.)
Bases
Caracterizada por apresentar como único ânion o grupo hidroxila (OH)-.
Nomenclatura:
1ª maneira:
- Hidróxido de (Nome do metal ou grupo ligado á hidroxila) - usado quando o metal ou grupo ligado à hidroxila possui N.O.X fixo 
Exemplos:
- hidróxido de sódio (NaOH);
- hidróxido de amônio (NH4OH);
- hidróxido de alumínio (Al(OH)3)
2ª maneira (quando o metal tem 2 NOx):
Hidróxido de (nome do metal) seguido do sufixo oso (para o menor NOx) ou ico (para o maior NOx)
Exemplos:
- hidróxido férrico {Fe(OH)3} - ferro (Fe) com NOx = +3;
- hidróxido ferroso {Fe(OH)2} - ferro (Fe) com NOx = +2.
3ª maneira (quando o metal tem 2 ou mais NOx):
Hidróxido de (nome do metal) + NOx em algarismos romanos (opcionalmente entre parêntesis)
- hidróxido de ferro (III) {Fe(OH)3} - ferro (Fe) com NOx = +3;
- hidróxido de ferro (II) {Fe(OH)2} - ferro (Fe) com NOx = +2.
Observação:
- Como a carga da hidroxila, (OH)-, é sempre igual a -1, para identificar o NOx do metal ou grupo ligado à hidroxila, basta olhar qual o índice do grupo OH (na fórmula):
- KOH - como não há índice no grupo OH, indica que a carga do metal potássio é +1;
- Ca(OH)2 - o índice 2 indica que a carga do cálcio é +2;
- Al(OH)3 - o índice 3 indica que a carga do alumínio é +3;
- Pb(OH)4 - o índice 4 indica que a carga do chumbo (Pb) é +4.

## Sais
Compostos inorgânicos com um pelo menos um Cátion diferente de H+ e pelo menos um ânion diferente de (OH)-.
Existem 3 subgrupos: Sais neutros, Sais ácidos e Sais básicos, tendo cada grupo uma diferença na nomenclatura pois, a nomenclatura depende dos reagentes envolvidos da reação de neutralização que forma o sal em questão.

### Sais neutros
Uma reação comum de formação de sais é: ácido + base = sal + água.
Assim, o nome do sal deriva do ácido e da base que o formam. A primeira parte do nome do sal (ânion) deriva do ácido, com a seguinte variação:
Sufixo do sal | Sufixo do ácido
eto | ídrico
ito | oso
ato | ico
Existem algumas mnemónicas para memorizá-la:
Mosquito teimoso
te mato, te pico
e te meto no vidríco
Perigoso mosquito
no Bico do pato
Bico de Pato, Formoso Periquito, com ácido clorídrico não me meto
Bico de Pato, Osso de Cabrito, Frederico no espeto.
Bico de Pato, Gostoso, Bonito.
Com ídrico não me meto, gostoso e bonito, fico no ato.
Frederídrico disse a Beto que bico de pato é gostoso frito.

### Exemplo
HCl + NaOH = NaCl + H2O
Ácido + Base = Sal + Água
ácido clorídrico + hidróxido de sódio = cloreto de sódio + água
O ácido clorídrico doou o ânion Cl- que passou a chamar cloreto;
O hidróxido de sódio doou o cátion Na+, que manteve o nome, sódio.

### Sais ácidos ou hidrogenossais
São sais provenientes da neutralização parcial de um ácido, resultando num sal que possui pelo menos um átomo de hidrogênio que não foi neutralizado pela base.
Sal = (Mono/Di/Tri/etc. Hidrogênio) + (Nome do ânion) + (Nome do Cátion)

#### Exemplo
H3PO4 + NaOH = NaH2PO4 + H2O
(Ácido) + (Base) = (Sal ácido) + água
(Ácido fosfórico) + (Hidróxido de sódio) = (Dihidrogeno fosfato de sódio) + água
Obs.: nomenclatura comum para sais ácidos:
NaHCO3 - hidrogeno carbonato de sódio (nome oficial), bicarbonato de sódio (nome comum), carbonato ácido de sódio (nome comum).

### Sais básicos ou hidroxissais
São sais provenientes da neutralização parcial de uma base, resultando num sal que possui pelo menos uma hidroxila que não foi neutralizada pelo ácido.
(Mono/Di/Tri/etc. + hidróxi) + (nome do ânion) + (nome do cátion)

#### Exemplo
HNO3 + Ca(OH)2 = Ca(OH)NO3 + H2O
(Ácido) + (Base) = (sal básico)+ água
(Ácido nítrico) + (Hidróxido de cálcio) = (hidróxi nitrato de cálcio + água)
Obs.: podemos também escrever monoidróxi nitrato de cálcio.
Pb(OH)3Cl - triidróxi cloreto de chumbo IV (ou plumbico);
Pb(OH)2Cl2 - diidróxi cloreto de chumbo IV (ou plumbico).
Obs.: nomes comuns para sais
Pb(OH)3Cl - cloreto tribásico de chumbo IV (ou plumbico);
Pb(OH)2Cl2 -cloreto dibásico de chumbo IV (ou plumbico).

## Óxidos
São divididos em 5 subgrupos: Óxidos Básicos, Óxidos Ácidos, Óxidos Neutros, Óxidos Anfóteros e Óxidos Salinos(ou Duplos).

### Óxidos básicos
São formados por metais das famílias 1A ou 2A + oxigênio 
esses óxidos reagem com a água para formar bases e reagem com ácidos para formar sal + água.
Óxido Básico + água = Na2O + H2O --> 2 NaOH
Óxido Básico + Ácido = Na2O + H2SO4 --> Na2SO4
Óxido de (Nome do Metal) - o nome do metal poderá ser acompanhado pelos sufixos OSO/ICO ou NOx em algarismos romanos quando o metal tiver mais de um NOx.
Exemplos:
- Na2O - óxido de sódio
- Al2O3 - óxido de alumínio

### Óxidos ácidos (também chamados Anidridos)
São formados por oxigênio + ametal e reagem com a água para formar ácidos.
(Mono/Di/Tri/Tetra/etc...) + óxido de + (Mono/Di/Tri/Tetra/etc...)(Nome do Ametal)
Em alguns casos, usa-se o nome anidrido, normalmente para ametais que formam vários óxidos.
anidrido + [hipo ou per](Nome do Ametal)(ico ou oso)
Exemplos:
- CO2 - dióxido de carbono;
- N2O5 - Pentóxido de dinitrogênio.

### Óxidos neutros
Não reagem com a água, mas reagem com oxigênio quando for possível aumentar o NOX do 
cátion. Muitas vezes não existe uma regra geral para estes compostos.
Exemplo:
- CO - monóxido de carbono
- NO - óxido nítrico
- NO2 - dióxido de nitrogênio

### Óxidos anfóteros
Reagem com a água podendo formar ácidos ou bases.
Exemplo:
ZnO - óxido de zinco.

### Óxidos salinos (ou duplos)
São formados da junção de dois óxidos, do mesmo metal, com nox diferentes. Reagem apenas com ácidos fortes. Com exceção do Pb2O3, os cátions possuem NOX +8/3.
Óxido + duplo/salino de + nome do metal + nox dos óxidos formadores
Exemplo:
- Fe3O4 - óxido duplo de ferro II-III
- Pb3O4  - óxido salino de chumbo II-IV

## Hidretos Metálicos
São compostos inorgânicos nos quais temos um metal ligado ao hidrogênio, tendo o hidrogênio NOx = -1.
Nomenclatura - (Hidreto de) + (nome do metal)
Exemplos:
- NaH - hidreto de sódio;
- LiH - hidreto de lítio;
- KH - hidreto de potássio;
- MgH2 - hidreto de magnésio.

## Peróxidos
São compostos inorgânicos que possuem em sua estrutura (O2)-2 + metal. O NOx do oxigênio nestes compostos vale -1.
Nomenclatura - (Peróxido de) + (nome do metal)
Exemplos:
- H2O2 - peróxido de hidrogênio (água oxigenada);
- Na2O2 - peróxido de sódio;
- MgO2 - peróxido de magnésio.
Obs.: apesar das fórmulas possuírem índices iguais, não podemos simplificá-las como escrever HO ao invés de H2O2, pois a simplificação não mostra a realidade do composto.

## Superóxidos
São compostos inorgânicos em que o Oxigênio tem NOx = -1/2.
Nomenclatura - (Superóxido de) + (nome do metal)
Exemplos:
- NaO2 - superóxido de sódio;
- KO2 - superóxido de potássio.